# Alaimus minor
Alaimus minor är en rundmaskart som beskrevs av Nathan Augustus Cobb 1893. Alaimus minor ingår i släktet Alaimus och familjen Alaimidae. Inga underarter finns listade i Catalogue of Life.